# Morten Qvenild

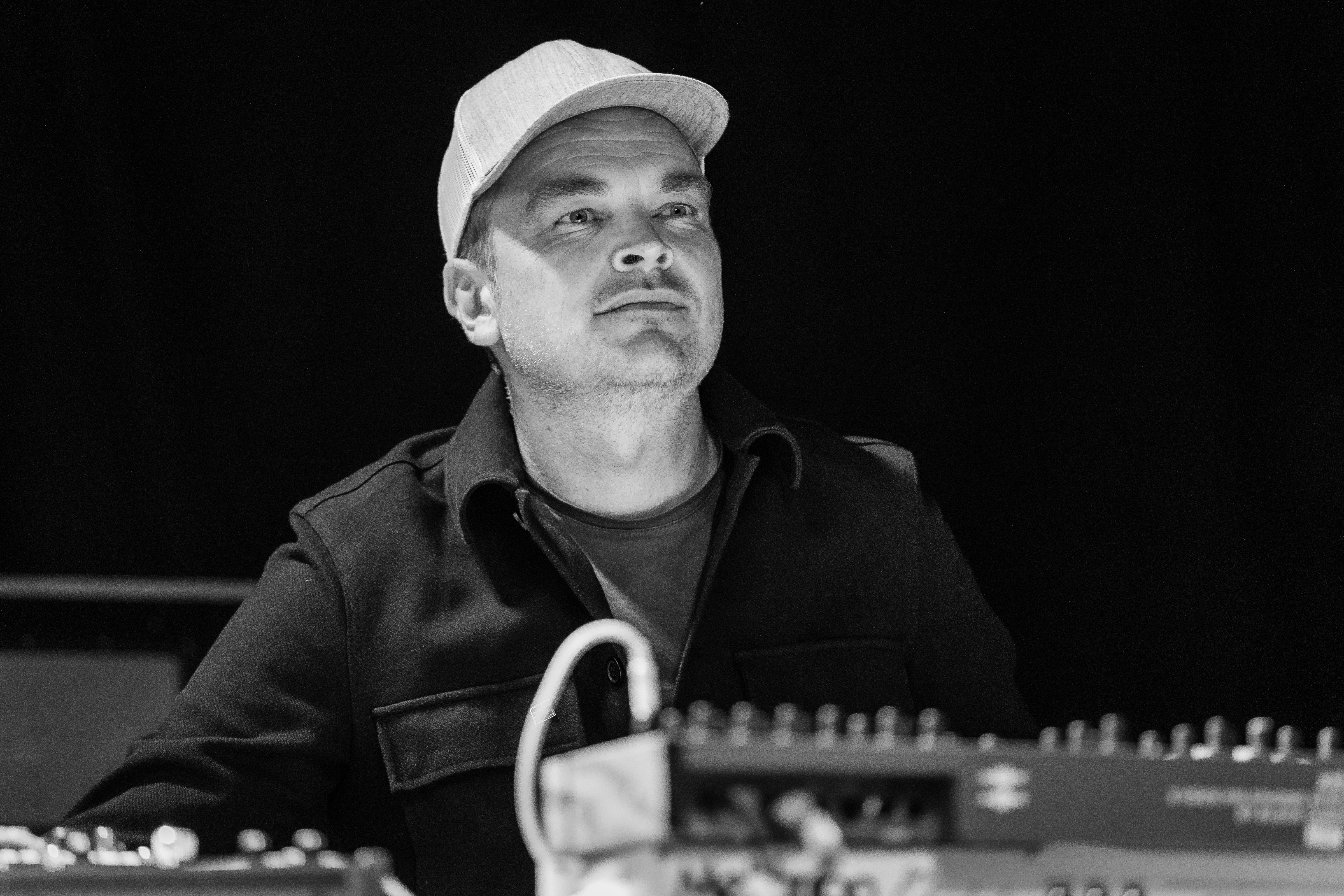
Morten Qvenild auf der Bühne in Christians Kjeller, Kongsberg 2024
Foto von Tore Sætre

Morten Qvenild (* 31. August 1978 in Kongsberg) ist ein norwegischer Jazz-Pianist. Seine stilistische Vielfalt mit Einflüssen aus Klassik, Popmusik, Rock und Folk begründen sein Mitwirken in ganz unterschiedlichen Bandprojekten der norwegischen Musikszene.

## Biografie
Morten Qvenild erhielt seine Jazzausbildung an der Norwegischen Musikhochschule in Oslo. Um die Jahrtausendwende spielte er in den Bands Østenfor Sol (mit Ole Jørn Myklebust), Shining und Jaga Jazzist, der Jazzrock-Gruppe um die Brüder  Lars und Martin Horntveth. In letzterer spielte Qvenild von 2000 bis 2002, verließ dann jedoch die Gruppe wieder, um sich stärker auf das Projekt Susanna and the Magical Orchestra mit Susanna Wallumrød zu konzentrieren. Hier stellt er mit einer ganzen Reihe von Tasteninstrumenten und elektronischen Hilfsmitteln das Magical Orchestra dar. Interpretiert werden dort Eigenkompositionen sowie Coverversionen in einem zerbrechlich wirkenden, auf das Wesentliche konzentrierten Popgewand.
Seit 2000 gehört Qvenild auch dem  Slow Motion Quintet an, in dem er zusammen mit Mats Eilertsen, Sjur Miljeteig und Per Oddvar Johansen die Sängerin Solveig Slettahjell begleitet. Auftritte bei der JazzBaltica in Salzau 2004 und 2006 machten ihn dabei auch dem deutschsprachigen Jazzpublikum bekannt. Zusammen mit zwei Mitstudenten der Musikhochschule, Roger Arntzen am Bass und Pål Hausken am Schlagzeug gründete Morten Qvenild 2003 das Trio In the Country, mit dem er bisher drei  CDs veröffentlicht hat. Weiterhin ist er Mitglied der Band The National Bank, die 2004 aus einem Festivalprojekt um die Gebrüder Horntveth entstanden ist. Zusätzlich gehören ihr der Bassist Nikolai Eilertsen sowie der Sänger und Gitarrist Thomas Dybdahl an. Gemeinsam mit Gard Nilssen trat er 2015 als sPacemoNkey auf dem Moers Festival auf.

## Auszeichnungen
2007 wurde Morten Qvenild auf dem Kongsberg Jazzfestival mit dem Vital-Musikerpreis ausgezeichnet.

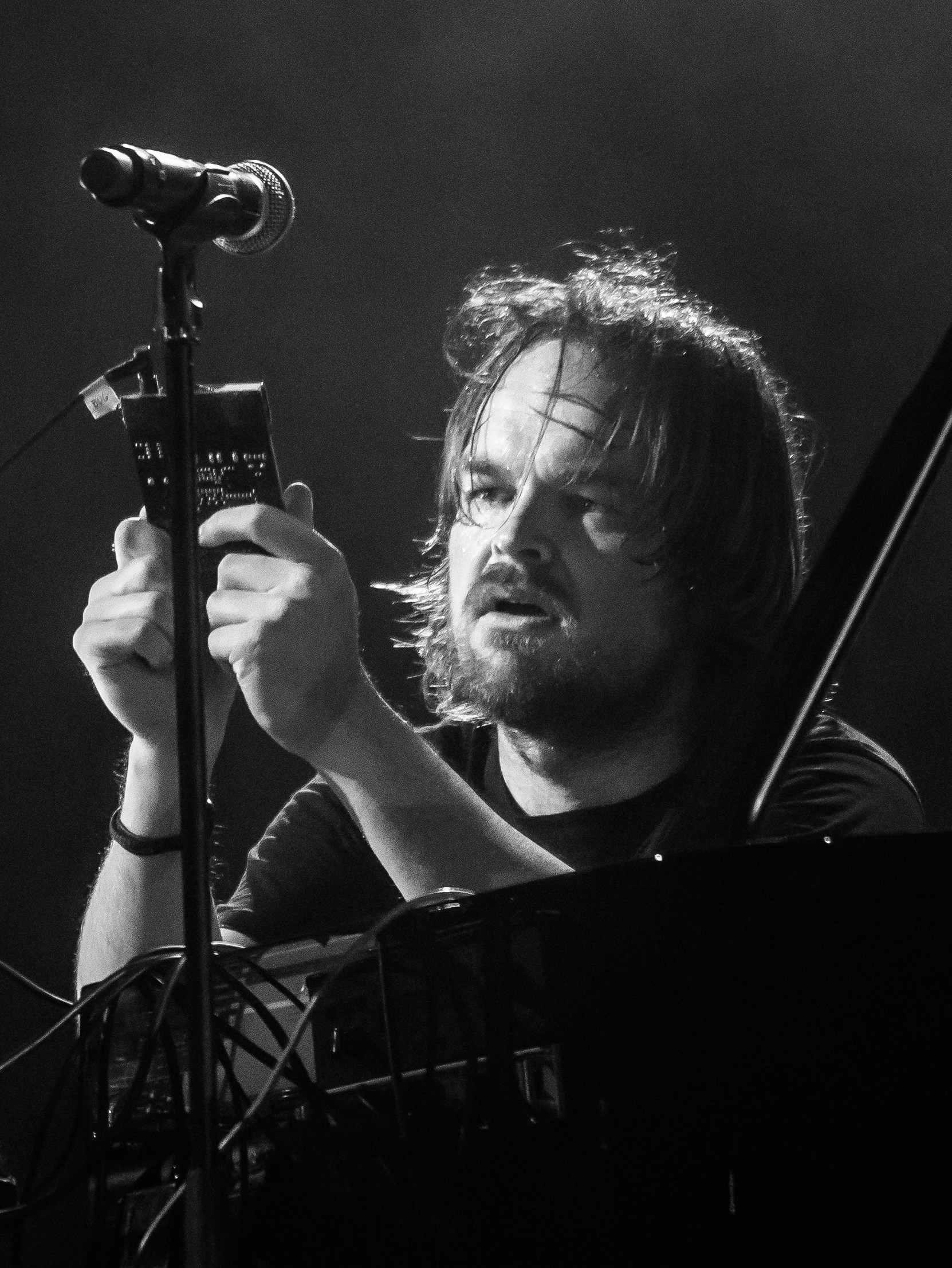
Morten Qvenild (2015)

## Diskografie

### Mit In The Country
- 2005 – This Was the Pace of My Heartbeat
- 2006 – Losing Stones, Collecting Bones (mit Marc Ribot und Stefan Sundström)
- 2009 – Whiteout
- 2011 – Sounds and Sights (CD + DVD mit Musikfilm)
- 2013 – Sunset Sunrise
- 2014 – Jazz at Berlin Philharmonic II – Norwegian Woods

### Mit Susanna and the Magical Orchestra
- 2004 – List of Thoughts and Buoys
- 2006 – Melody Mountain
- 2009 – 3

### Mit Gard Nilssen als Spacemonkey
- 2014 – The Karman Line

### Mit Solveig Slettahjell (Slow Motion Quintet)
- 2001 – Slow Motion Orchestra
- 2004 – Silver
- 2005 – Pixiedust
- 2006 – Good Rain
- 2011 – Antologie

### Mit The National Bank
- 2004 – The National Bank

### Mit Jaga Jazzist
- 2002 – The Stix
- 2004 – Day

### Mit Shining
- 2001 – Where the Ragged People Go
- 2003 – Sweet Shanghai Devil
- 2005 – In the Kingdom of Kitsch You Will Be a Monster

### Mit Østenfor Sol
- 1998 – Syng, Dovre
- 2001 – Troillspel

### Mit Magic Pocket
- 2010 – The Katabatic Wind

### Als Gastmusiker
- 2000 – live @ blaa – Ra
- 2001 – Breaks Even – OJ Trio
- 2004 – Q. S. – Jan Martin Smørdal Acoustic Accident
- 2006 – Grand Hotel – Christer Knutsen
- 2006 – Science – Thomas Dybdahl
- 2007 – Sonata Mix Dwarf Cosmos – Susanna
- 2007 – Susanne Sundfør – Susanne Sundfør
- 2010 – The Brothel – Susanne Sundfør
- 2012 – Vær her for meg – Ellen Sofie Hovland